# Margaret Ghogha Molomo
Margaret Ghogha Molomo   (Mokopane) és una activista mediambiental sud-africana, vicepresidenta de la Xarxa Comunitària de Justícia Ambiental i Minera de Sud-àfrica (MEJCON-SA) i coordinadora del Comitè de Formació Kopano. MEJCON-SA és una organització que coordina grups de persones que han estat afectats per la mineria a la regió i, com a presidenta, la tasca de Molomo inclou la lluita contra els conglomerats miners i la promoció dels drets humans de les persones als quals s'han vulnerat els drets ambientals.

## Activisme
Molomo es troba actualment en disputa amb una empresa minera de platí que va intentar operar en terrenys utilitzats per la comunitat de Mokopane, Limpopo, sense el seu consentiment. A més, la mina estava duent a terme operacions mineres en terrenys designats per a usos agrícoles i en zones que contenien algunes de les tombes de la comunitat. Molomo i MEJCON van intentar protegir els drets de la comunitat mitjançant la presentació d’apel·lacions legals i la obertura de processos judicials.
Durant la pandèmia COVID-19, tot i que el treball de Molomo es va tornar més complicat, sobretot perquè no es podien fer reunions per protestar i la manca d’infraestructura virtual a les regions rurals de Sud-àfrica, va treballar per donar a conèixer les pràctiques i responsabilitats tradicionals de dones als pobles de Limpopo, moltes de les quals també han estat més difícils o impossibles a causa de la pandèmia. Va destacar especialment la preocupació que les empreses mineres poguessin invadir encara més terres ancestrals i llocs tradicionalment importants que impedissin les comunitats a exercir els seus drets culturals.